# Cambrian Railways

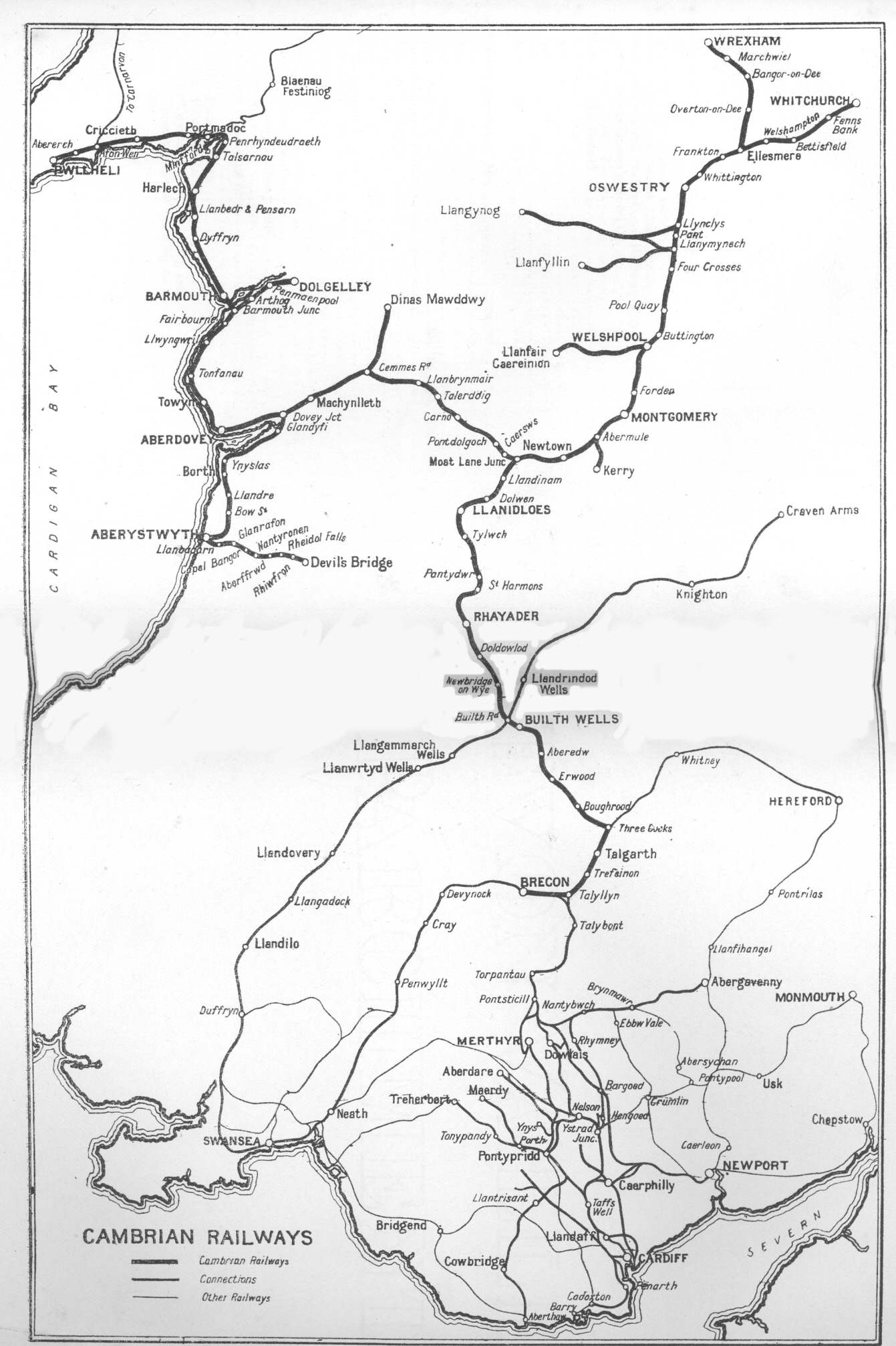
Streckennetz der Cambrian Railways 1921

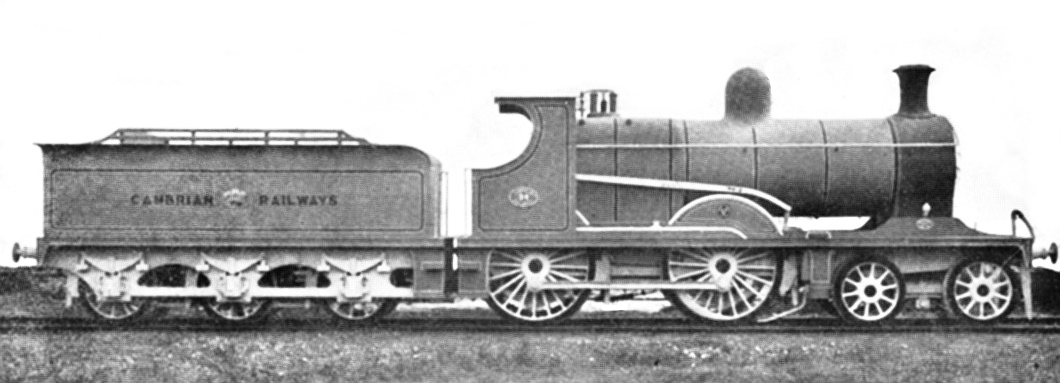
Dampflokomotive der Cambrian Railways

Die Cambrian Railways (CambR) war eine britische Eisenbahngesellschaft die ein Schienennetz in Wiltshire in England und in Wales betrieb. Sitz der Gesellschaft war Oswestry.
Die Gesellschaft entstand am 25. Juli 1864 durch die Fusion der Oswestry, Ellesmore and Whitchurch Railway, der Oswestry and Newtown Railway, der Llanidloes and Newtown Railway und der Newtown and Machynlleth Railway. Am 5. Juli 1865 übernahm die Gesellschaft die Aberystwith and Welsh Coast Railway. 1904 wurde die Mid-Wales Railway, 1913 die Vale of Rheidol Railway und 1921 die Tanat Valley Light Railway übernommen.
Nachdem die Gesellschaft in den 1870er Jahren in finanziellen Schwierigkeiten steckte, ermöglichte der beginnende Tourismus im folgenden Jahrzehnt eine Verbesserung der wirtschaftlichen Situation. Ortschaften die nicht an der Bahnstrecke lagen, wurden ab 1906 mit Omnibus angefahren.
Im Rahmen des Railways Act 1921 wurde die Cambrian Railways der Great Western Railway zugeschlagen. 1921 reichte das Streckennetz der Gesellschaft von Wrexham und Whitchurch im Norden, über Oswestry, Welshpool, Montgomery bis nach Newtown. Ein Streckenast führt von dort nach Osten zur Irischen See. Entlang deren Küste führt die Strecke der vormaligen Aberystwith and Welsh Coast Railway von Aberystwyth nach Pwllheli. Der zweite Streckenast führt nach Süden über Llanidloes und Builth Wells nach Brecon.